# Ashleigh Ball (actrice)
Pour les articles homonymes, voir Ashleigh Ball et Ball.
 (1er juillet 2017).
Ashleigh Adele Balle, née le 31 mars 1983,, est une actrice canadienne de doublage et une musicienne, connue pour chanter dans le groupe de rock Hey Ocean! (en), en plus d’être la doubleuse de plusieurs séries et films toyetic, notamment Barbie film series, Bratz, Johnny Test, Littlest Pet Shop, et My Little Pony: Friendship is Magic. Elle est le sujet d'un documentaire A Brony Tale réalisé par Brent Hodge, qui la suit dans ses premiers contacts avec la communauté des Brony au salon BronyCon 2012.

## Filmographie

### Animes
| Année | Séries                           | Rôle           | Notes | Source |
| ----- | -------------------------------- | -------------- | ----- | ------ |
| 2005  | Starship Operators               | Sanri Wakana   |       | [ 9 ]  |
| 2006  | Shakugan no Shana                | Yukari Hirai   |       | [ 9 ]  |
| 2007  | Black Lagoon: The Second Barrage | Hansel Maki    |       | [ 9 ]  |
| 2017  | Gintama                          | Ayame Sarutobi |       |        |

### Séries d'animation occidentales
| Année        | Série                                     | Rôle                                       | Notes | Source |
| ------------ | ----------------------------------------- | ------------------------------------------ | ----- | ------ |
| 2005–2014    | Johnny Test                               | Mary Test, Sissy, others                   |       | [ 9 ]  |
| 2005–2006    | Mix Master                                | Mary, Buma and others                      |       | [ 9 ]  |
| 2006         | Bratz                                     | Kirstee                                    |       | [ 9 ]  |
| 2007-2008    | Edgar & Ellen                             | Stephanie, Miles, others                   |       | ,      |
| 2009         | Iron Man: Armored Adventures              | Black Widow / Natasha Romanoff             |       | [ 9 ]  |
| 2010–2019    | My Little Pony : Les amies, c'est magique | Applejack, Rainbow Dash, others            |       | ,      |
| 2012         | Action Dad                                | Mick Ramsey, others                        |       | [ 9 ]  |
| 2012–2016    | Littlest Pet Shop                         | Blythe Baxter, Hubble, Baa Baa Lou, others |       | [ 9 ]  |
| 2013–2016    | Pac-Man and the Ghostly Adventures        | Pinky, Spheria Suprema, others             |       | [ 9 ]  |
| 2015         | Lego Elves                                | Emily, Aira, Mrs. Jones, Skyra             |       | [ 9 ]  |
| 2015–présent | Dinotrux                                  | Skya, others                               |       | [ 9 ]  |
| 2015         | Exchange Student Zero                     | Charity, Peg                               |       | [ 9 ]  |
| 2015–présent | The Deep                                  | Fontaine Nekton, Ted, Todd                 |       | [ 9 ]  |
| 2016         | LoliRock                                  | Talia, Missy Robins, others                |       | [ 12 ] |
| 2016–présent | Ready Jet Go!                             | Jet                                        |       | [ 13 ] |
| 2016–présent | Beat Bugs                                 | Jay                                        |       | [ 14 ] |
| 2018–présent | Les Têtes vides                           | Mira                                       |       | [ 15 ] |
| 2019–2020    | My Little Pony: Pony Life                 | Applejack, Rainbow Dash                    |       | [ 9 ]  |

### Films d'animation
| Année | Titre                                                | Rôle                                       | Notes                    | Source |
| ----- | ---------------------------------------------------- | ------------------------------------------ | ------------------------ | ------ |
| 2005  | Action Man: X Missions the Movie                     | Operator Voice                             |                          | [ 9 ]  |
| 2006  | Le Journal de Barbie                                 | The DJ                                     |                          | [ 9 ]  |
| 2006  | Barbie au bal des douze princesses                   | Hadley, Isla                               |                          | [ 9 ]  |
| 2007  | Bratz Fashion Pixiez                                 | Sasha                                      |                          | [ 9 ]  |
| 2007  | Betsy Bubblegum's Journey Through Yummi-Land         | Cara Caramel                               |                          | [ 9 ]  |
| 2008  | Bratz Girlz Really Rock                              | Kirstee                                    |                          | [ 9 ]  |
| 2009  | Barbie présente Lilipucia                            | Violet                                     |                          | [ 9 ]  |
| 2009  | The Strawberry Shortcake Movie: Sky's the Limit      | Plum Pudding, Berrykin #2                  |                          | [ 9 ]  |
| 2010  | Strawberry Shortcake: The Berryfest Princess Movie   | Plum Pudding, Berrykin #2                  |                          | [ 9 ]  |
| 2010  | Bratz: Pampered Pets                                 | Celia, Little Joanie                       |                          | [ 9 ]  |
| 2011  | Thor: Tales of Asgard                                | Additional Voices                          |                          | [ 16 ] |
| 2012  | Barbie et le Secret des sirènes 2                    | Kylie Morgan, Reporter                     |                          | [ 9 ]  |
| 2012  | Barbie : La Princesse et la Popstar                  | Popstar Keira                              |                          | [ 9 ]  |
| 2013  | My Little Pony: Equestria Girls                      | Applejack, Rainbow Dash                    | Sortie limitée           | [ 9 ]  |
| 2014  | Heavenly Sword                                       | Kai                                        | Sortie limitée           | [ 9 ]  |
| 2014  | Barbie et la Porte secrète                           | Nori                                       |                          | [ 9 ]  |
| 2014  | My Little Pony: Equestria Girls – Rainbow Rocks      | Applejack, Rainbow Dash                    | Sortie limitée           | [ 9 ]  |
| 2015  | My Little Pony: Equestria Girls – Friendship Games   | Applejack, Rainbow Dash                    | Sortie limitée en Europe | [ 9 ]  |
| 2016  | My Little Pony: Equestria Girls – Legend of Everfree | Applejack, Rainbow Dash, Lyra Heartstrings | Sorti sur Netflix        | [ 9 ]  |
| 2017  | My Little Pony, le film                              | Applejack, Rainbow Dash                    | Theatrical release       | [ 9 ]  |
| 2021  | My Little Pony : Nouvelle Génération                 | Applejack, Rainbow Dash                    | Sorti sur Netflix        | [ 9 ]  |

### Jeux vidéo
| Année | Titre                               | Rôle                    | Notes | Source |
| ----- | ----------------------------------- | ----------------------- | ----- | ------ |
| 2012  | My Little Pony: Friendship is Magic | Applejack, Rainbow Dash |       |        |
| 2013  | Lego City Undercover                | Ellie Phillips          |       |        |

### Live-action
| Année | Titre             | Rôle      | Notes        | Source |
| ----- | ----------------- | --------- | ------------ | ------ |
| 2014  | A Brony Tale (en) | Elle-même | Documentaire | [ 17 ] |